# Pedro-Rodríguez

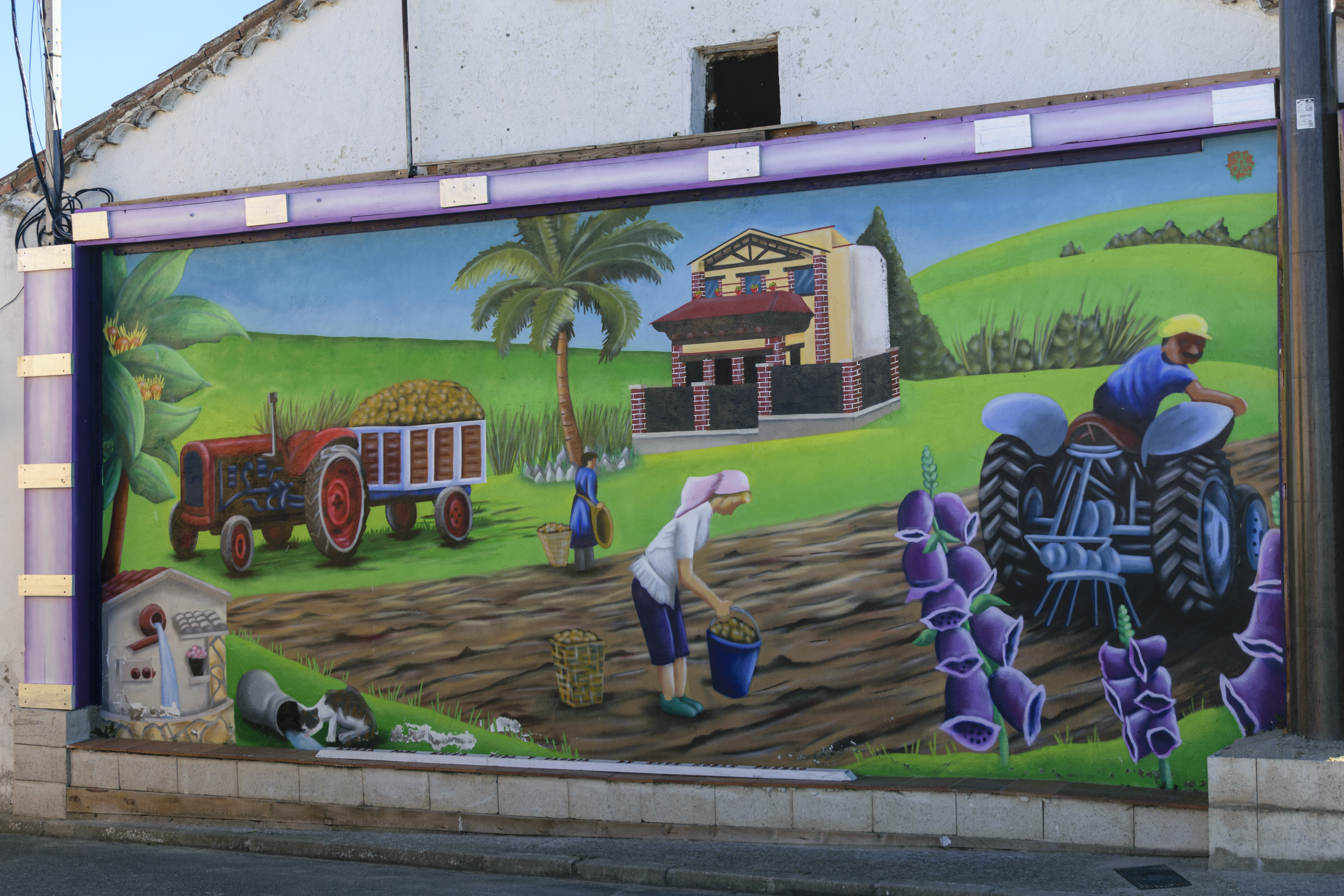
Mural de tradiciones

Pedro-Rodríguez es un municipio y localidad española de la provincia de Ávila, en la comunidad autónoma de Castilla y León. En 2017 contaba con una población de 148 habitantes empadronados. Pedro-Rodríguez se encuentra en la llanura de la Moraña a unos 17 km de Arévalo.

## Símbolos
El escudo heráldico y la bandera que representan al municipio fueron aprobados el 14 de marzo de 2006. El escudo se blasona de la siguiente manera:

«Escudo partido y entado en punta. 1.º. En campo de gules, dos llaves de plata, puestas en sotuer. 2.º. En campo de plata, tres pinos arrancados de sinople bien ordenados. En punta ondas de azur y plata. Al timbre Corona Real cerrada.»
Boletín Oficial de Castilla y León nº 186 de 26 de septiembre de 2006

La descripción de la bandera es la siguiente:

«Bandera rectangular de proporciones 2:3, formada por dos franjas verticales iguales, blanca con tres franjas ondadas azules al asta y verde con un pino arrancado blanco al batiente.»
Boletín Oficial de Castilla y León nº 186 de 26 de septiembre de 2006

## Geografía
Ubicación

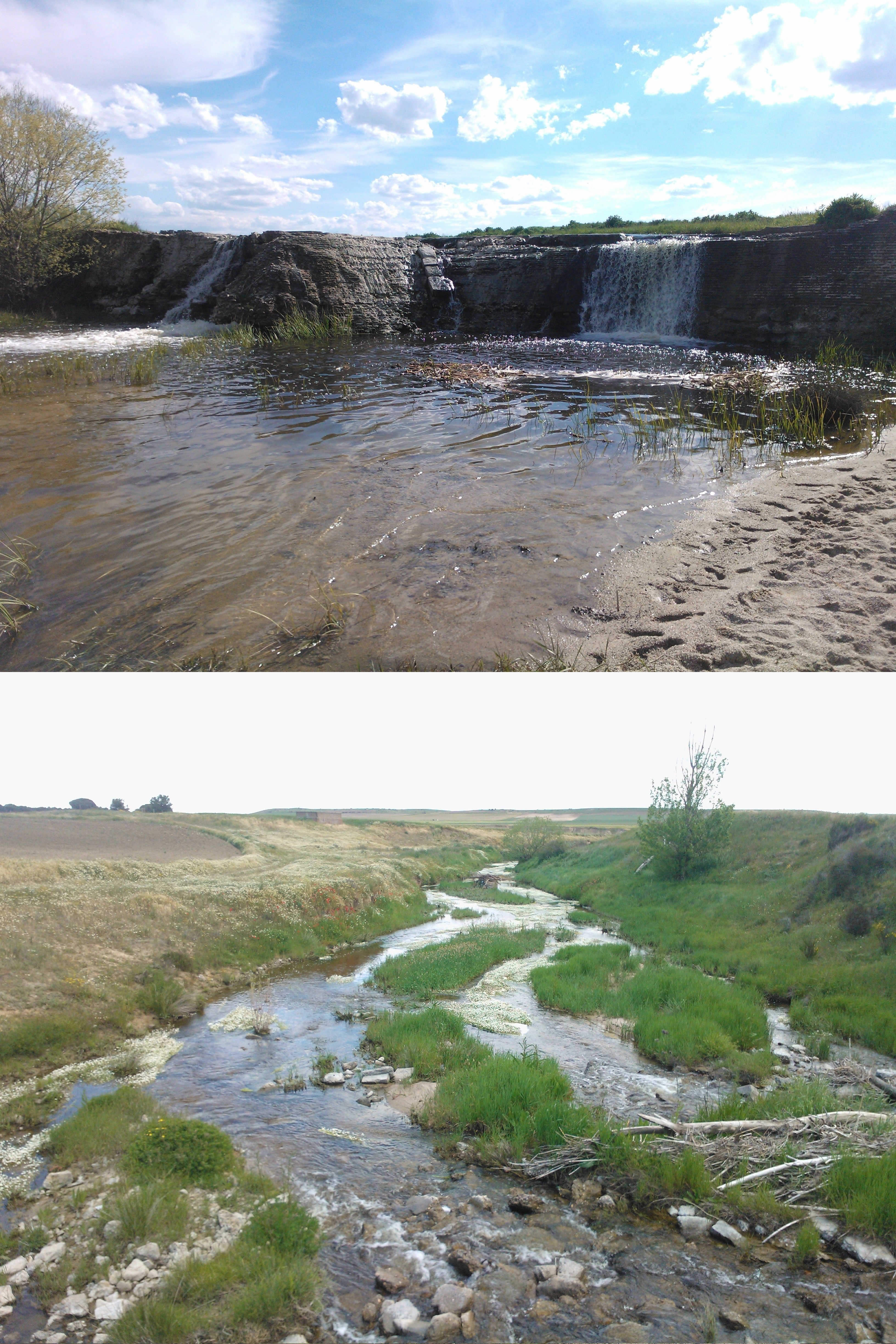
Río Arevalillo en Pedro-Rodríguez (la Pesquera)

Limita con los términos municipales de Tiñosillos, San Vicente de Arévalo, Cabizuela, El Bohodón y Cabezas de Alambre. La localidad se encuentra situada a una altitud de 876 m s. n. m.
| Noroeste: San Vicente de Arévalo | Norte: San Vicente de Arévalo | Noreste: San Vicente de Arévalo |
| Oeste: Cabezas de Alambre        |                               | Este: Tiñosillos                |
| Suroeste: Cabizuela              | Sur: Cabizuela                | Sureste: El Bohodón             |

Hidrografía
Este municipio es recorrido por el río Arevalillo, el cual pasa a una distanca aproximada de 1 km del casco urbano del pueblo.

## Historia
Se trata de un pueblo con origen medieval, aparece citada documentalmente por primera vez en 1250, formando parte del tercio de Rágama, en el arcedianato de Arévalo, uno de los territorios en que estaba organizada la diócesis de Ávila.
La actividad principal de la población que lo habita ha sido y sigue siendo del sector agrícola-ganadero, siendo los cereales el producto más cultivado al tratarse de una zona más bien de secano propia para ello.

## Demografía
Pedro-Rodriguez cuenta con una población de 134 habitantes (INE 2024).
| Gráfica de evolución demográfica de Pedro-Rodriguez entre 1842 y 2021                                                 |
| |
| Población de derecho según los censos de población del INE. Población de hecho según los censos de población del INE. |

## Cultura

### Patrimonio
Iglesia de San Pedro Apóstol

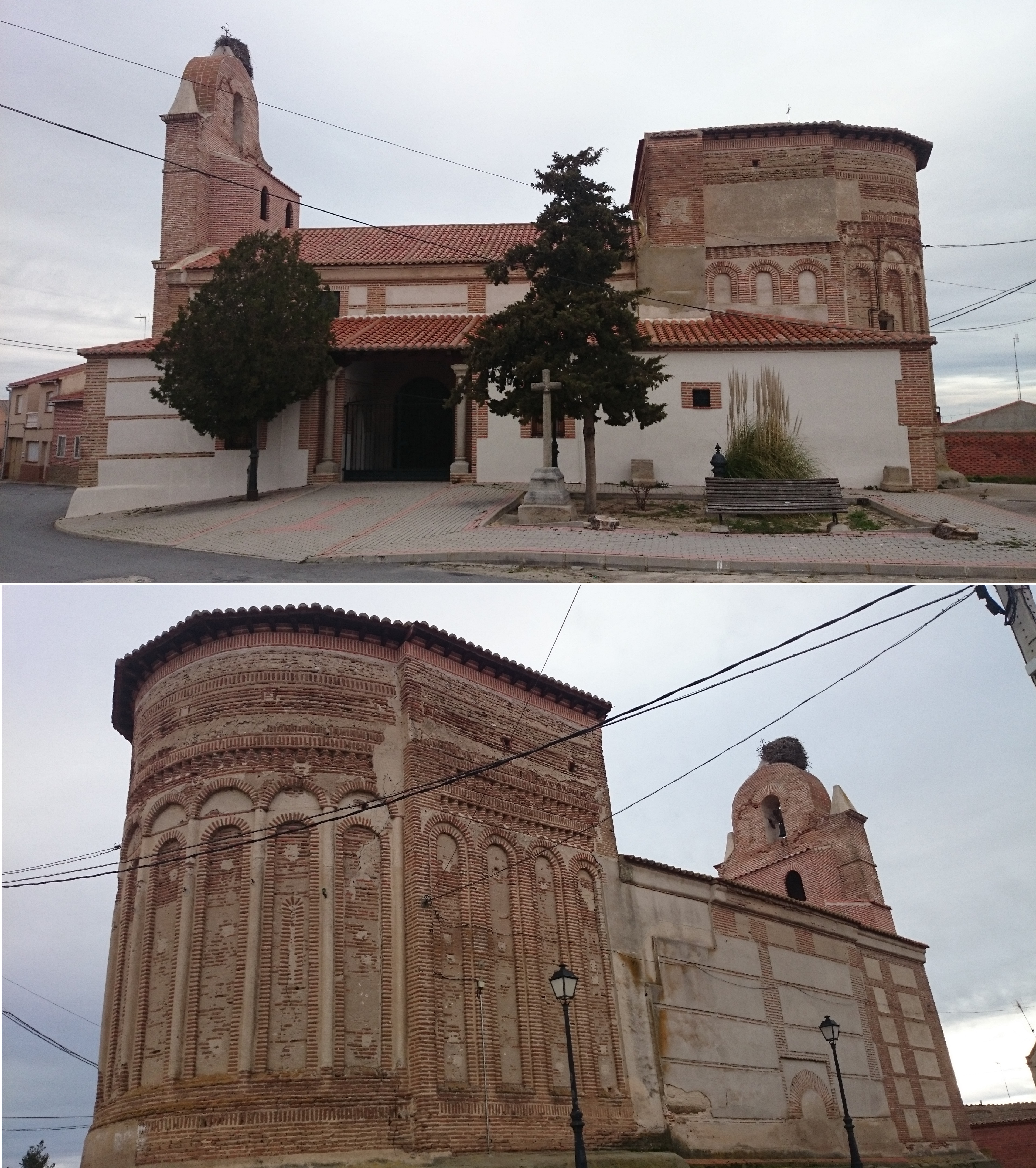
Iglesia de San Pedro Apóstol en Pedro-Rodríguez

Es el monumento histórico más importante del pueblo, se trata de una iglesia de estilo románico con una antigüedad aproximada de ocho siglos. Destaca su cabecera mudéjar con una arquería única que arranca de un zócalo de ladrillos con una hilada en sardinel que remata con esquinillas y varios sardineles sobre ellas. 
En el tramo curvo sobre dicha arquería se incorporan arcos doblados descentrados y todo remata en una serie de frisos alternantes de esquinillas y sardinel que corresponde al ático. En el tramo recto está adosada la sacristía.
También es importante el retablo en su capilla mayor, del siglo XVI, estructurado en tres calles divididas por entrecalles y cuatro cuerpos con imágenes de Santos y escenas de la Biblia, está compuesto por 18 pinturas. En la entrada, presenta un pórtico en el que se abren dos pequeñas estancias, en una de las cuales hay un arco de ladrillo pintado en tonos rojos y blancos con motivos vegetales. Y en el interior, la única nave del templo, con tribuna a los pies, se cubre con una armadura de par y nudillo.
Restos de un molino harinero en el río Arevalillo
Se trata de un antiguo molino, el cual ya está en ruinas, que era utilizado para el sustento de harina a la población, aprovechando la corriente del río Arevalillo para moler trigo y otros cereales.

### Fiestas
San Roque
El día 16 de agosto se celebra la fiesta en honor a San Roque, patrón del pueblo. 
San Primo
El día 9 de junio se celebra la festividad en honor a San Primo.

### Deportes
Cuenta con diversas instalaciones municipales para practicar deportes, como un frontón municipal, un polideportivo municipal y una pista de pádel.